# Liste der Biografien/Garo
Liste der Biografien |
Portal Biografien |
Personensuche
# |
A |
B |
C |
D |
E |
F |
G |
H |
I |
J |
K |
L |
M |
N |
O |
P |
Q |
R |
S |
T |
U |
V |
W |
X |
Y |
Z |
?
 
Ga |
Gb |
Gc |
Gd |
Ge |
Gf |
Gh |
Gi |
Gj |
Gk |
Gl |
Gm |
Gn |
Go |
Gp |
Gq |
Gr |
Gs |
Gu |
Gv |
Gw |
Gy |
Gz
 
Gaa |
Gab |
Gac |
Gad |
Gae |
Gaf |
Gag |
Gah |
Gai |
Gaj |
Gak |
Gal |
Gam |
Gan |
Gao |
Gap |
Gaq |
Gar |
Gas |
Gat |
Gau |
Gav |
Gaw |
Gax |
Gay |
Gaz
 
Gara |
Garb |
Garc |
Gard |
Gare |
Garf |
Garg |
Garh |
Gari |
Gark |
Garl |
Garm |
Garn |
Garo |
Garp |
Garr |
Gars |
Gart |
Garu |
Garv |
Garw |
Gary |
Garz
Die Liste der Biografien führt alle Personen auf, die in der deutschsprachigen Wikipedia einen Artikel haben. Dieses ist eine Teilliste mit 30 Einträgen von Personen, deren Namen mit den Buchstaben „Garo“ beginnt.

## Garo
- Garó, Ángel (* 1965), spanischer Humorist und Schauspieler
- Garo, Armen (1872–1923), osmanisch-armenischer Diplomat, Politiker und Freiheitskämpfer
- Garo, Azan (* 1988), brasilianisch-deutscher Dramatiker

### Garof
- Garofali, Vincenzo (1760–1839), italienischer Ordensgeistlicher, Theologe und Kurienbischof
- Garofalo, Benvenuto Tisi (1481–1559), italienischer Maler
- Garofalo, Carlo Giorgio (1886–1962), italienischer Komponist und Organist
- Garofalo, Ivan (* 1948), italienischer Gräzist und Medizinhistoriker
- Garofalo, Janeane (* 1964), US-amerikanische SchauspielerinJaneane Garofalo (* 1964)

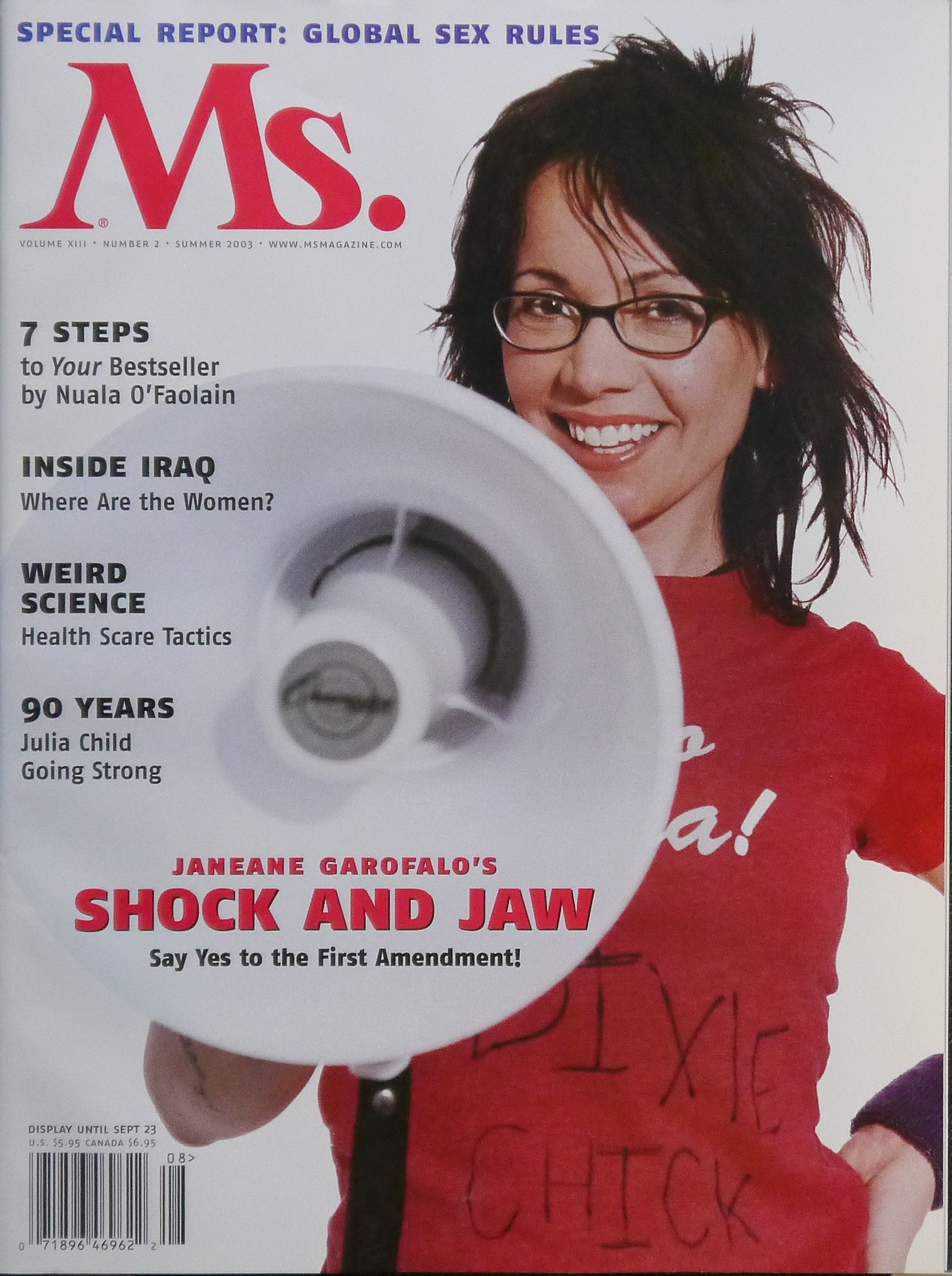
Janeane Garofalo (* 1964)

- Garofalo, Raffaele (1851–1934), italienischer Jurist
- Garofalo, Vincenzo (* 1982), italienischer Radrennfahrer
- Garofoli, Gianmarco (* 2002), italienischer Radrennfahrer
- Garofoli, Roberto (* 1966), italienischer Jurist, Beamter und parteiloser Politiker

### Garon
- Garon, Mathieu (* 1978), kanadischer Eishockeytorwart
- Garon, Paul (1942–2022), US-amerikanischer Autor, Herausgeber und Bluesforscher
- Garon, Pauline (1901–1965), US-amerikanische Schauspielerin
- Garon, Sheldon (* 1951), amerikanischer Historiker
- Garonna, Paolo (* 1948), italienischer Wirtschaftswissenschaftler und Wirtschaftsstatistiker
- Garonskis, Artūrs (* 1957), sowjetischer Ruderer

### Garop
- Garoppolo, Jimmy (* 1991), US-amerikanischer American-Football-SpielerJimmy Garoppolo (* 1991)

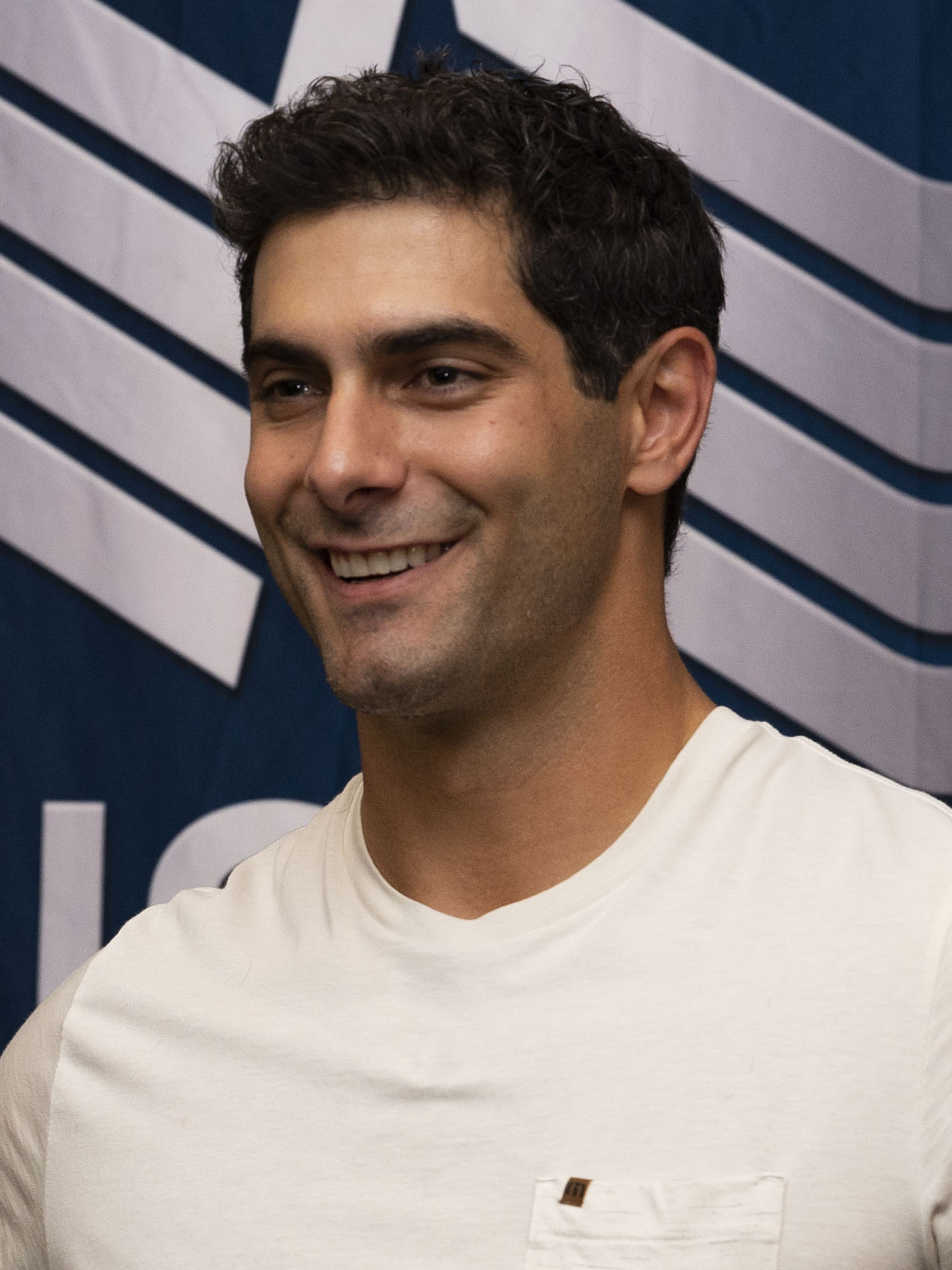
Jimmy Garoppolo (* 1991)

### Garot
- Garoto (1915–1955), brasilianischer Musiker und Komponist

### Garou
- Garou (* 1972), kanadischer Sänger

### Garov
- Garove, Antonio (1655–1717), schweiz-italienischer Stuckateur des Frühbarocks
- Garove, Carlo Geronimo (1630–1697), schweizerisch-italienischer Stuckateur des Frühbarocks
- Garove, Giovanni Battista (1624–1690), schweiz-italienischer Stuckateur des Frühbarocks
- Garovi, Angelo (* 1944), Schweizer Germanist, Historiker, Musikwissenschafter und Komponist
- Garovi, Josef (1908–1985), Schweizer Komponist
- Garovi, Michelangelo († 1713), schweizerisch-italienischer Stuckateur des Frühbarocks
- Garović, Sara (* 1994), serbische Handballspielerin

### Garoz
- Garozzo, Daniele (* 1992), italienischer Florettfechter und Olympiasieger
- Garozzo, Enrico (* 1989), italienischer Degenfechter